# Tarbucka (přírodní rezervace)
Tarbucka je přírodní rezervace v oblasti Latorica.
Nachází se v katastrálním území obce Streda nad Bodrogom v okrese Trebišov v Košickém kraji. Území bylo vyhlášeno či novelizováno v roce 1986 na rozloze 10,95 ha. Ochranné pásmo nebylo stanoveno.